# Lista de deputados estaduais do Rio de Janeiro da 9.ª legislatura
Esta é a lista de deputados estaduais que compõem a Assembleia Legislativa do estado do Rio de Janeiro para o período 2007—2011.

## Composição das bancadas
| Partido | Líder             | Bancada | Posição      |
| ------- | ----------------- | ------- | ------------ |
| PMDB    | Pedro Augusto     | 17 / 70 | Governo      |
| PSDB    | José Camilo Zito  | 6 / 70  | Oposição     |
| PFL     | Rodrigo Dantas    | 6 / 70  | Oposição     |
| PT      | Alessandro Molon  | 6 / 70  | Governo      |
| PDT     | Wagner Montes     | 5 / 70  | Governo      |
| PSC     | Alcebíades Sabino | 5 / 70  | Governo      |
| PSB     | Dr. Wilson Cabral | 3 / 70  | Governo      |
| PL      | Alcides Rolim     | 2 / 70  | Governo      |
| PP      | Flávio Bolsonaro  | 2 / 70  | Governo      |
| PPS     | André Corrêa      | 2 / 70  | Independente |
| PMN     | Christino Áureo   | 2 / 70  | Governo      |
| PHS     | Marcelo Simão     | 2 / 70  | Governo      |
| PAN     | Walney Rocha      | 2 / 70  | Governo      |
| PTC     | Jane Cozzolino    | 1 / 70  | Governo      |
| PRONA   | Édino Fonseca     | 1 / 70  | Governo      |
| PCdoB   | Fernando Gusmão   | 1 / 70  | Governo      |
| PRB     | Beatriz Santos    | 1 / 70  | Oposição     |
| PTB     | José Nader Júnior | 1 / 70  | Governo      |
| PSL     | Marcos Abrahão    | 1 / 70  | Governo      |
| PTdoB   | Jodenir Soares    | 1 / 70  | Independente |
| PV      | André Lazaroni    | 1 / 70  | Oposição     |
| PSDC    | João Peixoto      | 1 / 70  | Independente |
| PSOL    | Marcelo Freixo    | 1 / 70  | Oposição     |

## Informações básicas dos parlamentares
| Deputados por bancada |
| --- |
| PMDB |
| - Alair Correa, ex-prefeito de Cabo Frio - Aparecida Gama, professora e ex-Secretária de Estado de Habitação - Chiquinho da Mangueira, ex-presidente da SUDERJ - Délio Cesar Leal, ex-prefeito de Paracambi e Delegado de Policia Civil. - Dica, ex-vereador de Duque de Caxias - Domingos Brazão, empresário no ramo de postos de gasolina - Édson Abertassi, empresário e ex-vereador de Volta Redonda - Fábio Silva, radialista e filho do ex-deputado Francisco Silva - Graça Matos, esposa do deputado federal Edson Ezequiel - Jorge Picciani, pecuarista - Nelson Gonçalves - Paulo Melo, defensor dos direitos humanos, da criança e juventude - Pedro Augusto, radialista - Renato de Jesus, segundo suplente, entrou com a cassação de Álvaro Lins. - Roberto Dinamite, ex-jogador e atual presidente do Vasco da Gama - Sulamita do Carmo, ex-vice prefeita de Belford Roxo |
| PT |
| - Alessandro Molon, ex-radialista da Rádio Catedral - Altineu Cortes, ex-Secretário Estadual da Infância e da Juventude - Inês Pandeló, ex-prefeita de Barra Mansa - Jorge Babu, ex-vereador da cidade do Rio de Janeiro e policial civil - Gilberto Palmares, líder sindical - Rodrigo Neves, ex-vereador de Niterói |
| DEM |
| - Pedro Fernandes Neto, neto do ex-deputado Pedro Fernandes - Rodrigo Dantas, filho do ex-deputado Eider Dantas - Graça Pereira, esposa do vereador da cidade do Rio de Janeiro Jorge Pereira - Cláudio Cavalcanti, ex-ator e vereador da cidade do Rio de Janeiro. - João Pedro (suplente de Marcelino D'Almeida, licenciado) - Átila Nunes (Suplente de Dr. Marcio Panisset) |
| PSDB |
| - Gérson Bergher, da comunidade judaica e esposo da vereadora Teresa Bergher - Glauco Lopes, ex-presidente de MacaéTur e filho do deputado federal Silvio Lopes - Luiz Paulo, ex-vice governador do Rio de Janeiro - Mário Marques, ex-prefeito de Nova Iguaçu - Alice Tamborindeguy, suplente de Pedro Paulo, que assumiu o cargo de secretário da Casa Civil do município do Rio. - Ademir Melo, suplente de Zito, eleito prefeito de Duque de Caxias. |
| PSC |
| - Coronel Jairo, coronel da Polícia Militar e pai do vereador da cidade do Rio de Janeiro Dr. Jairinho - Dr. Audir, ex-vereador de Itaboraí - Marco Figueiredo, ex-vereador de Duque de Caxias - Tucalo Dias, ex-vice-prefeito de Maricá - Alcebíades Sabino dos Santos, deputado estadual e ex-prefeito de Rio das Ostras |
| PSB |
| - Professor Bruno Pinheiro, Constitucionalista Professor de cursos preparatórios no Rio de Janeiro - Armando José, pastor evangélico - Dr. Wilson Cabral, ex-Secretário Municipal de Saúde de Campos dos Goytacazes - Rogério Cabral, ex-vereador de Nova Friburgo - Ronaldo Carlos de Medeiros |
| PDT |
| - Cidinha Campos, radialista - Olney Botelho, empresário do ramo de panificação de Nova Friburgo - Paulo Ramos, policial militar - Marcos Soares (político), suplente de Sheila Gama, eleita vice-prefeita de Nova Iguaçu; - Wagner Montes, apresentador de TV |
| PR |
| - Édino Fonseca, pastor evangélico - Waldeth Brasiel Rinaldi, funcionária pública - Caetano Amado, suplente de Alcides Rolim (PT), eleito prefeito de Belford Roxo. - Iranildo Campos, Advogado e Policial Militar Reformado |
| PMN |
| - Alessandro Calazans, ex-vereador de Nilópolis - Geraldo Moreira da Silva, ex-vereador de Duque de Caxias. Eleito como 1º suplente, assumiu com a ida de Christino Áureo para a Secretaria de Agricultura. - Paulo Souto, eleito como 3º suplente, assumiu com a licença de Christino Áureo e as cassações de Jane Cozzolino e de Nilton Salomão. - David Loureiro Coelho ex-prefeito de São Fidélis |
| PPS |
| - André Corrêa, ex-secretário estadual de Meio Ambiente - Comte Bitencourt, ex-vice prefeito de Niterói - Jamilton Serpa de Souza, Funcionário do Hospital Armando Vidal São Fidélis |
| PHS |
| - Anabal, ex-vereador de Itaguaí e ex-prefeito de Seropédica - Marcelo Simão, ex-vereador de São João de Meriti |
| PP |
| - Dionísio Lins, ex-presidente do IPEM e ex-vereador da cidade do Rio de Janeiro - Flávio Bolsonaro, filho do deputado federal Jair Bolsonaro |
| PV |
| André do PV, filho da ex-vereadora Dalva Lazaroni. |
| PTB |
| - José Nader Júnior, filho do ex-deputado José Nader. - Walney Rocha, ex-vereador de Nova Iguaçu. - Raleigh Ramalho, ex-prefeito de Três Rios. |
| PSL |
| Marcos Abrahão, policial militar e ex-vereador de Rio Bonito |
| PTdoB |
| Jodenir Soares, pastor evangélico |
| PCdoB |
| Fernando Gusmão, ex-presidente da UNE |
| PRB |
| Beatriz Santos, líder evangélica |
| PSDC |
| João Peixoto, ex-vereador de Campos dos Goytacazes |
| PSOL |
| Marcelo Freixo, professor de história |

## Outros
- Christino Áureo (PMN), licenciado, pois foi convidado para assumir a Secretaria de Agricultura do Governo Sérgio Cabral.
- Alcebíades Sabino dos Santos (PSC), não chegou a exercer o mandato pois foi convidado para uma secretaria no Governo Sérgio Cabral. Em 8 de outubro de 2008 o TSE confirmou sua cassação após denúncias de corrupção eleitoral.[11]
- Dr. Márcio Panisset (DEM), irmão da prefeita de São Gonçalo Aparecida Panisset, licenciado do mandato.
- Marcelino d'Almeida (DEM), ex-vereador do Rio de Janeiro, licenciado do mandato.
- Jane Cozzolino (PTC), irmã da prefeita de Magé Núbia Cozzolino, cassada em 1° de abril de 2008 por corrupção.
- Renata do Posto (PTB)[12], sobrinha do prefeito de Guapimirim Nelson do Posto, cassada em 1° de abril de 2008 por corrupção.
- Álvaro Lins, (PMDB), ex-chefe de Polícia Civil, cassado em 12 de agosto de 2008 por corrupção.
- Nilton Salomão, suplente de Christino Áureo e Jane Cozzolino, assumiu o mandato com a cassação desta última, porém em outubro de 2008 foi cassado pelo TRE por infidelidade partidária.[13]
- Natalino, irmão do vereador da cidade do Rio de Janeiro Jerominho, renunciou ao mandato em 18/11/2008 para evitar processo de cassação.

1. Sheila Gama, esposa do ex-deputado Aluísio Gama, foi eleita vice-prefeita de Nova Iguaçu.